# Pokrajac
Pokrajac, slavensko prezime. Postoji nekoliko verzija o njegovu porijeklu. Po nekima, ono je nastalo na prostoru Vojne krajine, nekadašnje granice Austro-Ugarske i Turskog carstva. Opisuje osobu koji obitava "na kraju" države. Po drugim tumačenjima, Pokrajci potječu iz Crne Gore.
Danas Pokrajaca ima u Bosni, Hrvatskoj i Srbiji. Prvi potječu iz predjela u podnožju Dinare - na Livanjskom polju, drugih ima u Slavoniji i Lici, dok su treći doseljenici prvih dvaju.